# Unión Progreso y Democracia
Unión, Progreso y Democracia (UPyD) fue un partido político español fundado por la exsocialista Rosa Díez, el catedrático y expresidente del Foro Ermua Mikel Buesa, Carlos Martínez Gorriarán, Fernando Savater, Juan Luis Fabo y Arantza Aranzábal. También recibió el apoyo del Premio Nobel de Literatura Mario Vargas Llosa, del escritor Sánchez Dragó y del dramaturgo Albert Boadella.
UPyD tuvo representación en el Congreso de los Diputados en la IX y X legislaturas. En las elecciones generales de 2008, consiguió un solo escaño por la circunscripción de Madrid en la persona de su cabeza de lista y exeurodiputada del PSOE, Rosa Díez, obteniendo un total de 306 079 votos (1,19 %) y convirtiéndose en la sexta fuerza política de España. En las elecciones generales de 2011, UPyD se convirtió en la cuarta fuerza política al recibir 1 143 225 votos (4,70 %) y alcanzó 5 escaños, con los que formó grupo parlamentario propio. Sin embargo, UPyD perdió toda su representación en las Cortes Generales en las elecciones generales de 2015, convirtiéndose en la undécima fuerza política con 155 153 votos (0,62 %). En las elecciones generales de 2016 tampoco lograron su objetivo de volver a tener representación en las Cortes Generales al conseguir tan solo 50 247 votos (0,21 %); un resultado tres veces peor al obtenido seis meses atrás.
En las elecciones generales del 28-A de 2019 y en las Elecciones al Parlamento Europeo de 2019 no se presentaron y pidieron el voto para la candidatura de Ciudadanos-Partido de la Ciudadanía y, en el caso de las europeas, algunos de los miembros de UPyD fueron como independientes en las listas. 
En las elecciones generales del 10-N de 2019 UPyD acordó entrar en las listas dentro del partido Ciudadanos-Partido de la Ciudadanía y Cristiano Brown hubiese sido el siguiente de la lista en entrar en el Congreso en caso de una dimisión en Ciudadanos.
Desde Unión, Progreso y Democracia anunciaron que de cara a Elecciones al Parlamento Vasco de 2020, Elecciones al Parlamento de Galicia de 2020 y Elecciones al Parlamento de Cataluña 2020 concurrirían dentro de la candidatura que integre Ciudadanos-Partido de la Ciudadanía. De cara a estas tres elecciones autonómicas Ciudadanos, Unión, Progreso y Democracia, Unión de Ciudadanos Independientes y Coalición de Centro Democrático acordaron ir juntos a nivel autonómico a estas elecciones. Unión, Progreso y Democracia, Unión de Ciudadanos Independientes y Coalición de Centro Democrático no se presentaron a estas elecciones y algunos de los miembros de UPYD fueron como independientes dentro de la lista de Ciudadanos.
El 20 de marzo de 2019, diversos medios de comunicación avanzaron la posibilidad de que Cristiano Brown se incorporaría, sin dejar su militancia en UPyD, a la lista de Ciudadanos para las Elecciones al Parlamento Europeo de 2019, circunstancia que se vio confirmada el día 4 de abril cuando se anunció que iría en el puesto número 11 de la candidatura encabezada por Luis Garicano.
El 18 de noviembre de 2020, una juez ordenó la disolución del partido y su borrado del registro de partidos políticos por no tener la solvencia económica para saldar la deuda contraída con una extrabajadora. Aunque Cristiano Brown anunció su intención inicial de recurrir la sentencia, los miembros del consejo de dirección del partido magenta se reunieron y tomaron finalmente la decisión de no hacerlo para hacer efectiva la disolución de UPyD y, asimismo, descartaron su integración posterior en Ciudadanos o en otro partido político. La formación hizo pública esta decisión el día de la Constitución, el 6 de diciembre del 2020, para hacer un guiño a su compromiso con la regeneración de la democracia.

#### I Congreso Ordinario (2009)

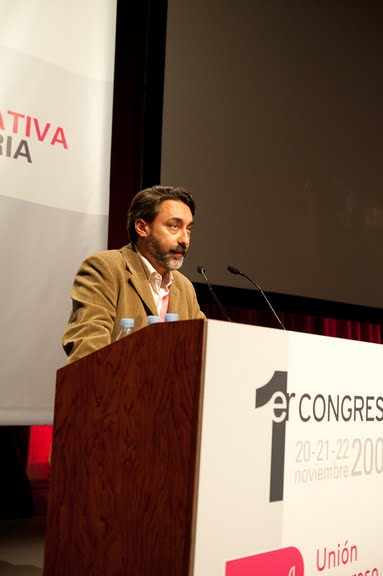
Juan Luis Calbarro en la tribuna, durante el I Congreso de UPyD en noviembre de 2009.

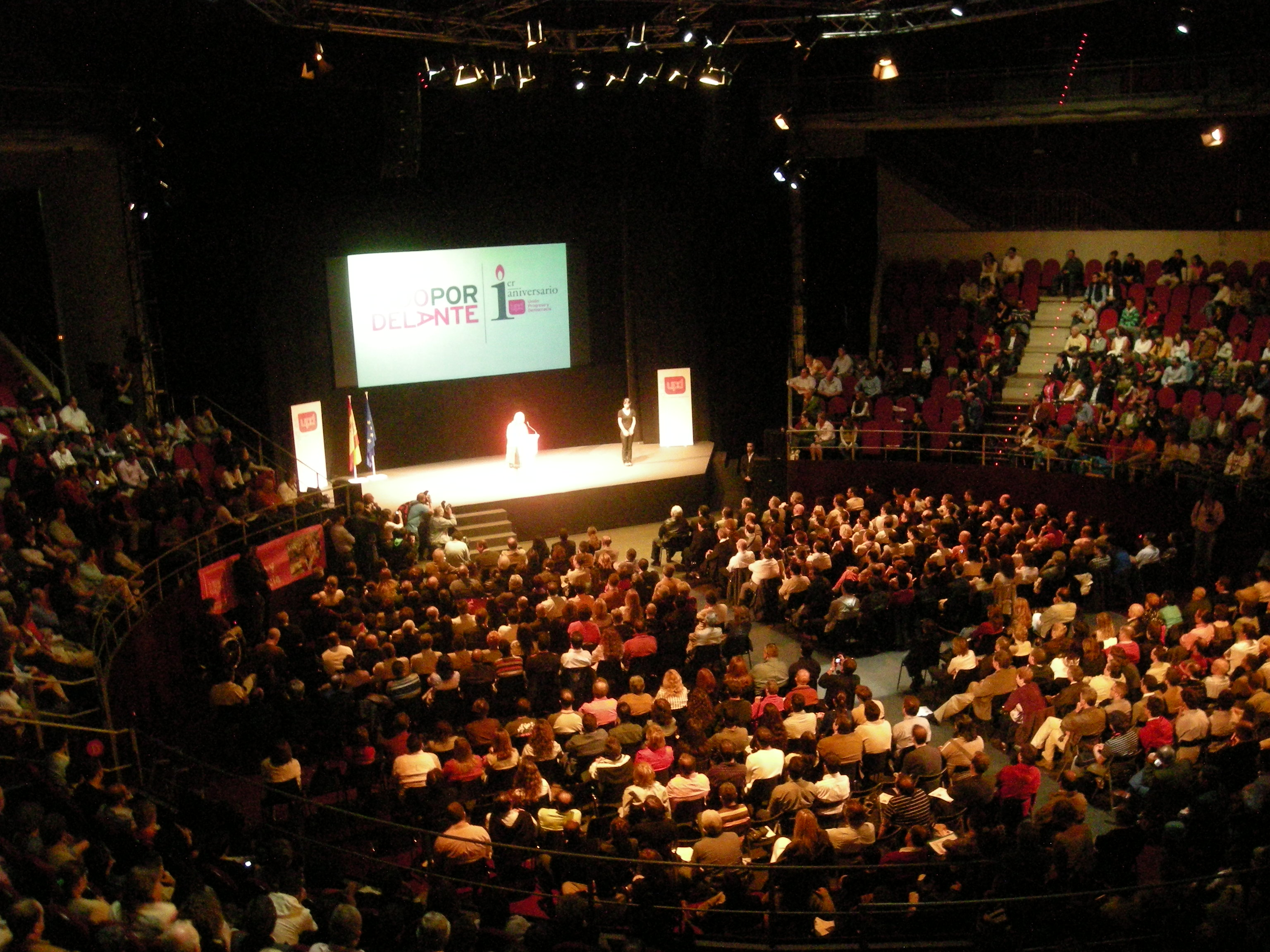
I Aniversario de UPyD

### Relaciones con Ciudadanos-Partido de la Ciudadanía

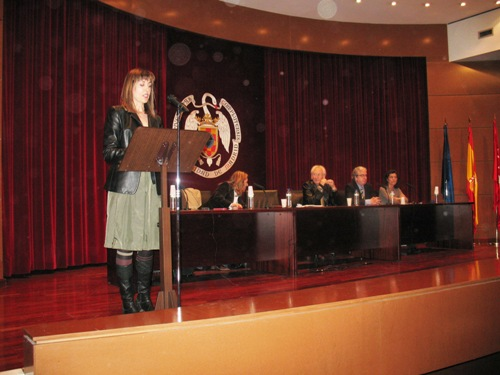
Teresa Giménez Barbat, miembro del consejo territorial de UPyD Cataluña y presidenta de Ciutadans de Cataluña.

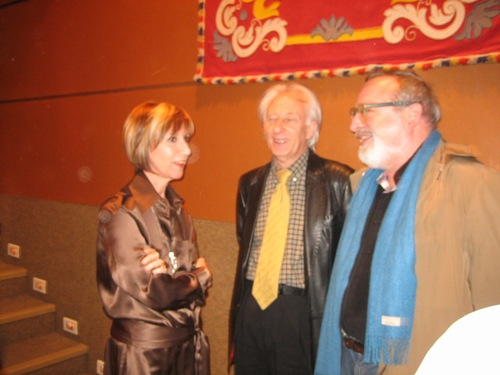
Rosa Díez, Albert Boadella y Fernando Savater en 2007.

## Historia

### Origen

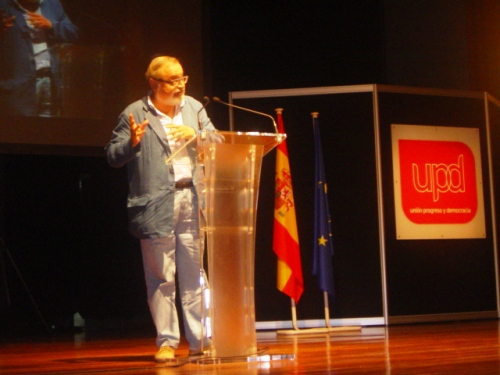
Fernando Savater en la Casa de Campo de Madrid. Acto fundacional.

El sábado 19 de mayo de 2007 se reunieron 45 personas en San Sebastián con el objetivo de debatir sobre la necesidad y posibilidad de crear un nuevo partido político que hiciera frente a los dos principales partidos a nivel nacional: el PP y el PSOE. En la reunión, la mayoría de los presentes eran vascos, muchos de ellos con una larga experiencia en organizaciones políticas, sindicales y cívicas, en muchos casos procedentes del ámbito de la izquierda, pero también de tradición liberal y ciudadana. Después de dicha reunión, tomaron la decisión de poner en marcha un proyecto político de ámbito nacional.
Para ello lo primero que se hizo fue crear una asociación, Plataforma Pro. Para ello se dieron charlas de presentación del proyecto por toda España exponiendo los objetivos del partido que se crearía, entre los que destacaban:
- la lucha contra ETA y cualquier tipo de terrorismo;
- la regeneración de la democracia en España;
- la oposición al nacionalismo;
- la reforma de la Constitución. Su objetivo sería reforzar las libertades ciudadanas y la igualdad, con independencia de la comunidad autónoma en la que se viviera, a su juicio amenazadas.

Entre los miembros o colaboradores de dicha Plataforma se encontraban el filósofo Fernando Savater, el portavoz de ¡Basta Ya!, Carlos Martínez Gorriarán, o la ex eurodiputada socialista Rosa Díez. Esta última, anunció su abandono de las filas del PSOE en agosto de 2007 para involucrarse definitivamente en el proyecto. Otros grupos que manifestaron su apoyo a la Plataforma fueron la asociación Ciutadans de Catalunya, en especial sus miembros Arcadi Espada, Albert Boadella y Xavier Pericay, y la Iniciativa Ciudadana ¡Basta Ya!, de la que proceden muchos de sus promotores; asimismo también se integraron en ella unos cincuenta miembros de Socialistas en Positivo, una corriente crítica dentro del PSC.
A mediados de septiembre de 2007, el hasta entonces presidente del Foro Ermua Mikel Buesa anunció su propósito de participar en el partido político surgido de la Plataforma Pro.
Finalmente, en un acto público de presentación el 29 de septiembre de 2007 en el teatro-auditorio de la Casa de Campo de Madrid quedó constituido el nuevo partido. En dicho acto intervinieron el dramaturgo Albert Boadella, el filósofo Fernando Savater, el escritor Mario Vargas Llosa y Rosa Díez. Asistieron el periodista Arcadi Espada, los antropólogos Teresa Giménez Barbat y Félix Pérez Romera (los tres miembros promotores de Ciutadans de Catalunya), el historiador Antonio Elorza, el pintor Agustín Ibarrola y el exdirigente del Foro Ermua Mikel Buesa, el filósofo Carlos Martínez Gorriarán, los diputados de Cs Albert Rivera y Antonio Robles, el catedrático de Filosofía Política y Moral de la Universidad del País Vasco Aurelio Arteta, el escritor peruano Fernando Iwasaki y el diputado autonómico vasco del Partido Popular Fernando Maura (este último finalmente se incorporó a UPyD el día 6 de noviembre de 2007, pasando a formar parte de su Consejo de Dirección).
Otras personalidades que se unieron al partido posteriormente fueron el escritor Álvaro Pombo, o el deportista Álvaro de Marichalar.

#### Apoyos

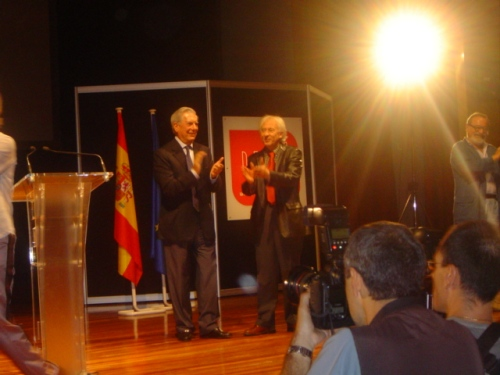
Acto fundacional. Mario Vargas Llosa y Albert Boadella.

Desde su fundación UPyD ha recibido apoyos, tanto personales como colectivos, de intelectuales, periodistas y miembros del activismo ciudadano de España. Muchos de los promotores de UPyD son miembros de ¡Basta Ya!, como Rosa Díez y los filósofos Fernando Savater y Carlos Martínez Gorriarán.
También ha recibido desde su origen el apoyo de otras organizaciones como Ciutadans de Catalunya, con sus miembros Albert Boadella, Arcadi Espada (también miembro de ¡Basta Ya!), Teresa Giménez Barbat o Félix Pérez Romera a la cabeza (este último sin embargo abandonaría el partido poco después), o la Unificación Comunista de España (que también mostró su apoyo a Cs).
Conocidos miembros del Foro Ermua también manifestaron su apoyo al partido, como su expresidente Vidal de Nicolás, el sindicalista Tomás Tueros, el escultor Agustín Ibarrola, Rubén Múgica (portavoz del Foro Ermua e hijo del asesinado Fernando Múgica) y Mikel Buesa (este último abandonaría el partido en 2009).
Del entorno de la política UPyD ha recibido apoyo del exdiputado del PSOE Carlos Zayas, el cónsul general de España en Ginebra y exembajador en Finlandia Antonio García Abad y la exresponsable de Minorías Étnicas del Instituto de la Mujer de Madrid Pilar Heredia (aunque esta se unió a los abandonos que se dieron tras el Congreso de 2009) y el exsecretario general de CCOO José María Fidalgo. A principios de julio de 2010 se anunció la incorporación al partido del exalcalde de Alcobendas durante 24 años José Caballero tras su abandono del PSOE.
Otras personalidades que han mostrado su apoyo a UPyD son, por ejemplo, el catedrático de Ciencias Políticas de la Universidad Complutense de Madrid Antonio Elorza, el catedrático de Filosofía Política y Moral de la Universidad del País Vasco Aurelio Arteta (este último como candidato por Navarra al Congreso en las elecciones de 2008), el catedrático de Derecho Administrativo en la Universidad de León Francisco Sosa Wagner (cabeza de lista y eurodiputado electo en las elecciones de 2009), el escritor peruano Fernando Iwasaki, el escritor León Arsenal, el escritor y académico Álvaro Pombo (cabeza de lista al Senado en 2008), el director de teatro y guionista José Luis Alonso de Santos, el exdirector del Festival de Teatro Clásico de Mérida y realizador de cine y teatro Carlos Tristancho, el director de cine Alfonso Galletero (guionista del documental Trece entre mil), los actores Toni Cantó, Miguel Hermoso e Ignasi Vidal, el cirujano Francisco Javier Gabilondo (tercero por Vizcaya en la lista electoral al Congreso en 2008 y candidato al ayuntamiento de Bilbao en 2011), el pintor Rafael Canogar (el cual donó una de sus obras para la financiación de la campaña de las elecciones europeas de 2009), el deportista Álvaro de Marichalar (ambos candidatos por Soria en las elecciones de 2008), los escritores Mario Vargas Llosa y Carmen Resino, el profesor de la UB Francisco Caja y la periodista Irene Lozano. Asimismo la escritora Rosa Montero y los escritores Luis María Anson y Fernando Sánchez Dragó han mostrado su apoyo a Rosa Díez.
La canción del partido es obra del compositor Sabino Méndez, exmiembro de Loquillo y Trogloditas. Fuentes de UPyD llegaron a anunciar el apoyo del escritor y académico Antonio Muñoz Molina, hecho desmentido por este último.
Por otro lado, el diario El Mundo pidió el voto para el Partido Popular y UPyD tres días antes de las elecciones generales de 2008.
El periodista y humorista Javier Capitán participó en el acto de inicio de la campaña de las elecciones generales de 2011, mientras que el escritor premio Planeta 2011 Javier Moro y el humorista Félix Álvarez Felisuco manifestaron su intención de votar a UPyD en dichas elecciones. Para esas mismas elecciones, el premio Nobel de Literatura Mario Vargas Llosa escribió un artículo de opinión en el periódico El País anunciando su intención de votar a UPyD. En él pidió el voto para esta formación, calificando a Rosa Díez como una "política de convicción".
Semanas antes de la convocatoria anticipada de las elecciones autonómicas del País Vasco de 2012, intervino en el acto de presentación de los candidatos de UPyD, Consuelo Ordóñez, hermana del asesinado Gregorio Ordóñez y portavoz de COVITE. En dicho acto respaldó la candidatura de Gorka Maneiro a la lehendakaritza para que "se oiga la voz de las víctimas del terrorismo en el Parlamento Vasco".

### Elecciones generales de 2008

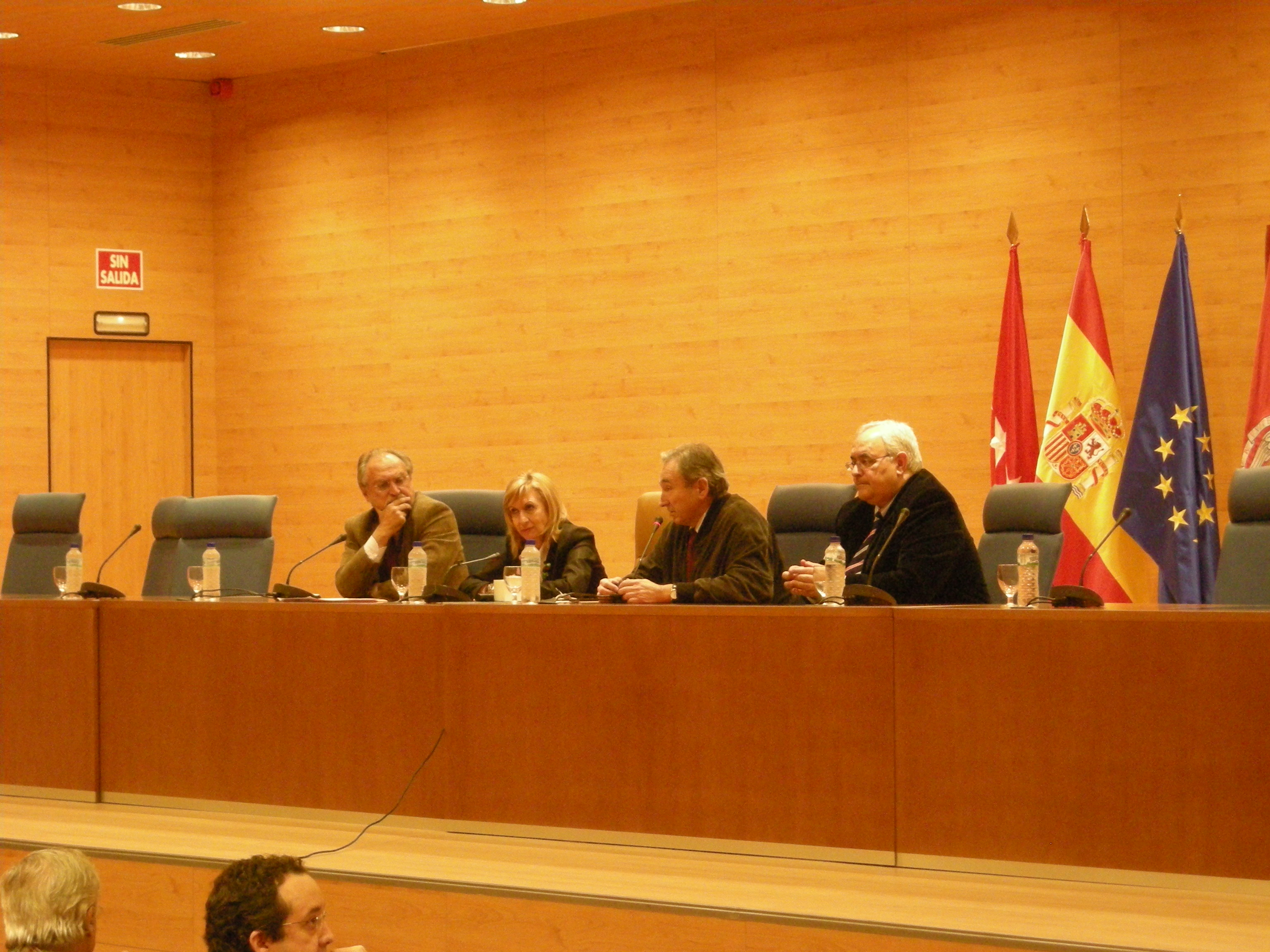
Conferencia de Rosa Díez en la Facultad de Ciencias Políticas y Sociología de la Universidad Complutense de Madrid el 19 de febrero de 2008. De izquierda a derecha: Patxi Aldecoa, Rosa Díez, Antonio Elorza y Mikel Buesa.

El partido se presentó a las elecciones generales de 2008 en las 52 circunscripciones que componen el sistema electoral en España, así como a las elecciones autonómicas andaluzas del 9 de marzo de 2008.
El día 12 de enero de 2008 fueron presentadas en el Teatro Alcázar de Madrid sus cabezas de lista para las elecciones de 2008. Su cabeza de lista por Madrid en la lista al Congreso de los Diputados fue Rosa Díez, seguida por Mikel Buesa. Por Valencia su cabeza de lista fue otro de los miembros promotores del partido, Carlos Martínez Gorriarán, y por Soria el deportista-navegante Álvaro de Marichalar. El resto de candidatos fueron ciudadanos sin experiencia política que se presentaban a unas elecciones por vez primera. El cabeza de lista al Senado por Madrid fue el escritor Álvaro Pombo, que llegó a decir en la presentación de candidaturas que UPyD iba a ser un «bombazo» y que más que un partido era «un movimiento social». Fernando Savater, uno de sus principales impulsores, no se presentó como candidato. Asimismo, en el acto de presentación de sus candidaturas en el País Vasco intervinieron Álvaro Pombo, Rosa Díez, Fernando Savater y el historiador Antonio Elorza. El acto contó con la asistencia entre el público de Agustín Ibarrola y Vidal de Nicolás, entre otros. Su eslogan electoral fue Lo que nos une.
De este modo, Rosa Díez se convirtió en la primera mujer candidata a la presidencia del Gobierno de España por parte de un partido de ámbito nacional.
El objetivo del partido era conseguir grupo parlamentario propio en el Congreso (cinco o más diputados). Según el periódico digital Libertad Digital, encuestas internas del PP y el PSOE les daban 4 diputados, dos por Madrid, uno por Valencia y otro por Sevilla. La mayoría de las encuestas no la mencionaba. La que mejores resultados le ofrecía era la realizada para Antena 3 el 29 de enero de 2008, que le daba 4 diputados: en Madrid, Barcelona, Sevilla y Valencia, sin que se supiera si los ganaba a costa del PSOE o del PP. Otra encuesta más próxima a las elecciones, la publicada por el diario El País los días 1 y 2 de marzo incluía la posibilidad de que UPyD obtuviese un escaño en Madrid.

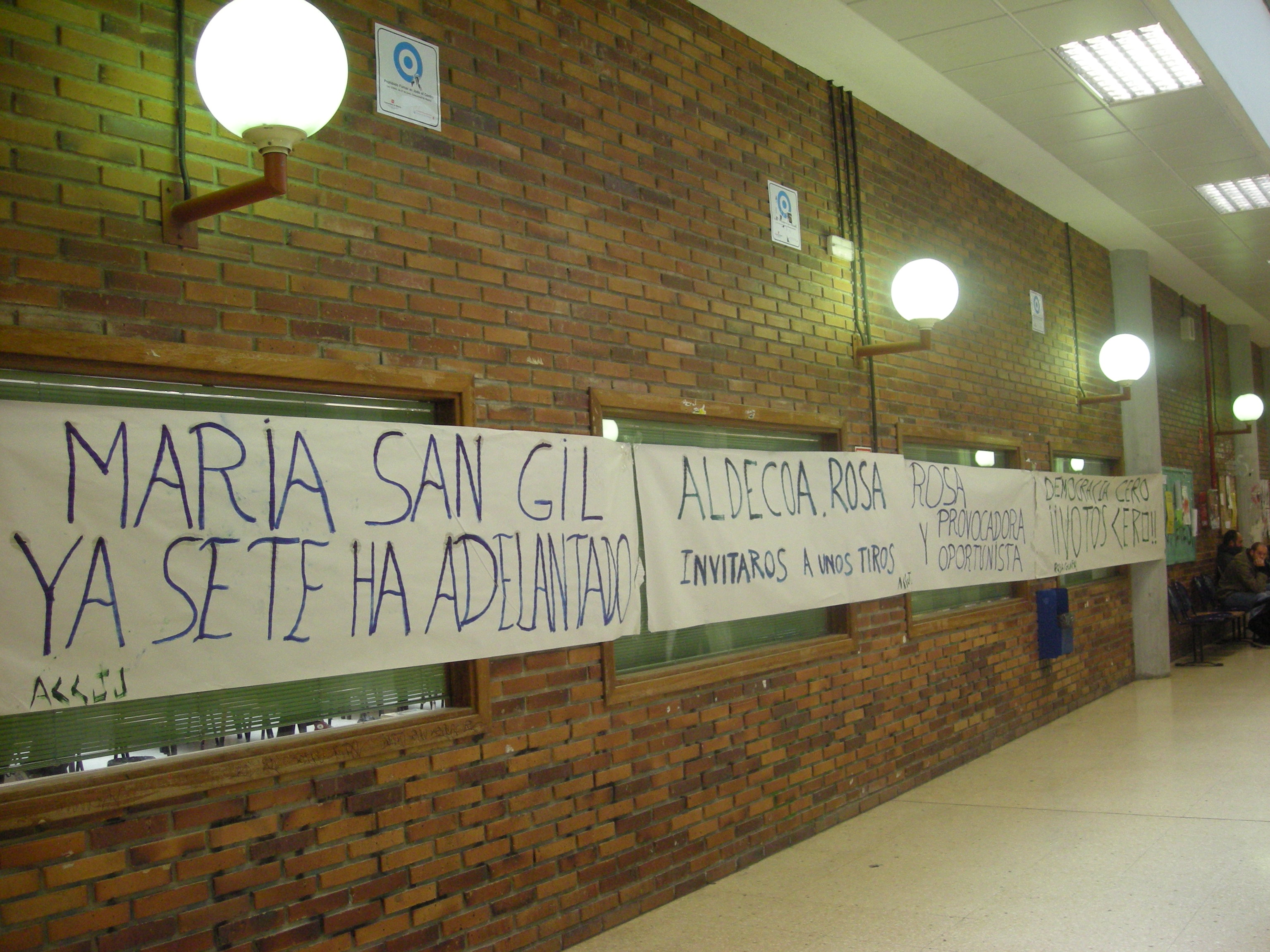
Carteles en la Conferencia de Rosa Díez en la Facultad de Ciencias Políticas y Sociología de la Universidad Complutense de Madrid en la que fue increpada.

Según informaciones del diario El País, el Partido Popular trató de convencer a María San Gil para que fuese como número dos de la lista del PP por Madrid para contrarrestar el efecto electoral de UPyD y evitar una fuga de votos similar a la sufrida en Cataluña hacia Cs. Ante su negativa, se anunció el fichaje de Manuel Pizarro. Entre los comentaristas políticos ligados a la derecha política, hay división de opiniones. Mientras que Luis del Pino manifestó también que el PP sería más perjudicado que el PSOE por la aparición de UPyD, Federico Jiménez Losantos afirmó que UPyD «no sería una mala noticia para el PP sino todo lo contrario» y que habría que recuperar para «la Izquierda Nacional -que representa Rosa Díez algo más que Rajoy- a los votantes de izquierdas que, con Anguita al frente, respaldaron la pinza PP-IU contra el GAL y la corrupción felipista». Por su parte, Pedro J. Ramírez en un editorial en El Mundo del 2 de marzo, lamentó que Rajoy «[no] hubiera tenido el acierto de ofrecer a Rosa Díez el número dos de la lista del PP por Madrid».

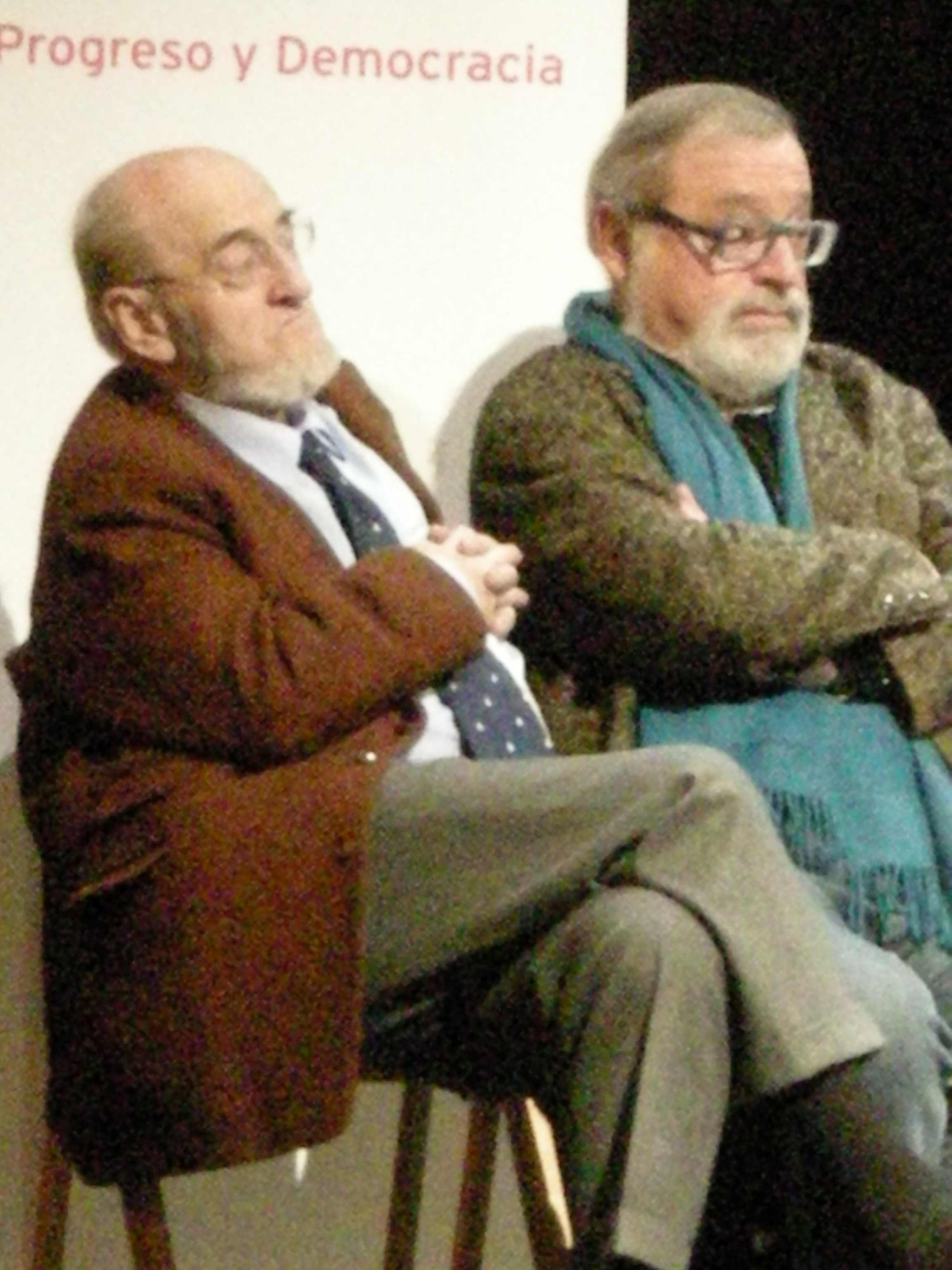
Álvaro Pombo, n.º1 en las listas de 2008 al Senado de UPyD por Madrid, junto a Fernando Savater, (acto de presentación de candidatos a las elecciones de 2008).

El 14 de febrero de 2008, el lehendakari Ibarretxe dio una conferencia en la Universidad Stanford, en Estados Unidos, en la que explicó el contenido de su plan. Una plataforma formada por residentes españoles en Silicon Valley inició una recogida de firmas pidiendo a Stanford la cancelación del evento o que, al menos, transformase su conferencia en un debate, cosa que no ocurrió finalmente. Rosa Díez, junto con otros dirigentes de UPyD, como Carlos Martínez Gorriarán y Fernando Savater, o simpatizantes como el director de cine Iñaki Arteta se cuentan entre los 5000 firmantes, amén de intelectuales como los profesores Rafael Dobado González y Edurne Uriarte, o miembros de otros partidos políticos como Antonio Masip (PSOE) o Alfonso Alonso (PP). La oficina del presidente de la Universidad Stanford, John L. Hennessy, se negó a cancelar o modificar la conferencia, declarando que «el principio de libertad de expresión y debate abierto [...] es prioritario en una universidad».
El 19 de febrero de 2008, durante una conferencia de Rosa Díez en la Facultad de Ciencias Políticas y Sociología de la Universidad Complutense de Madrid, en un incidente organizado, cerca de medio centenar de estudiantes trataron de impedir la realización del acto, hecho similar a los ocurridos en días anteriores en sendos actos de María San Gil y Dolors Nadal. Antonio Elorza calificó a los boicoteadores como ejemplos de un nuevo «fascismo rojo».
En las elecciones generales españolas de 2008, UPyD obtuvo 306.079 votos (1,19%). Rosa Díez resultó elegida diputada por la circunscripción de Madrid, obteniendo así el único escaño de su partido. De este modo, UPyD se convirtió en la sexta fuerza política española por número de votos, tras PSOE, PP, IU, CiU y PNV. Sus mejores resultados fueron obtenidos en la Comunidad de Madrid donde, con 132.095 votos (3,74%) UPyD se convirtió en la cuarta fuerza política. Otros lugares en los que obtuvieron resultados mejores que la media nacional fueron Burgos con 4922 votos (2,11%), Guadalajara con 2.820 (2,11%), Soria con 1106 votos (1,97%), Valladolid con 6.858 (1,96%) o Salamanca con 4.083 (1,73%), donde se erigió como tercera fuerza política. Sus peores resultados se dieron en las comunidades autónomas de Cataluña (0,17%), única comunidad autónoma donde Cs superó en votos a UPyD, y en Canarias (0,36%).
En las elecciones al Senado su mejor resultado fue en Burgos, donde su candidato Tino Barriuso obtuvo 7.622 votos (3,22%). Álvaro Pombo, candidato al Senado por Madrid, obtuvo 93.984 votos (2,64%). Ninguno de ellos consiguió acta de senador.

### Simbología

2007 - 2015
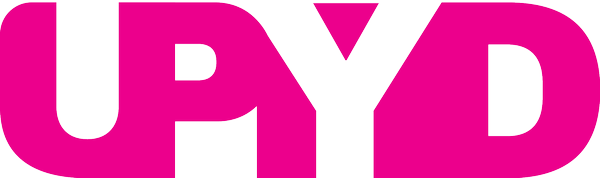
2015 - 2018
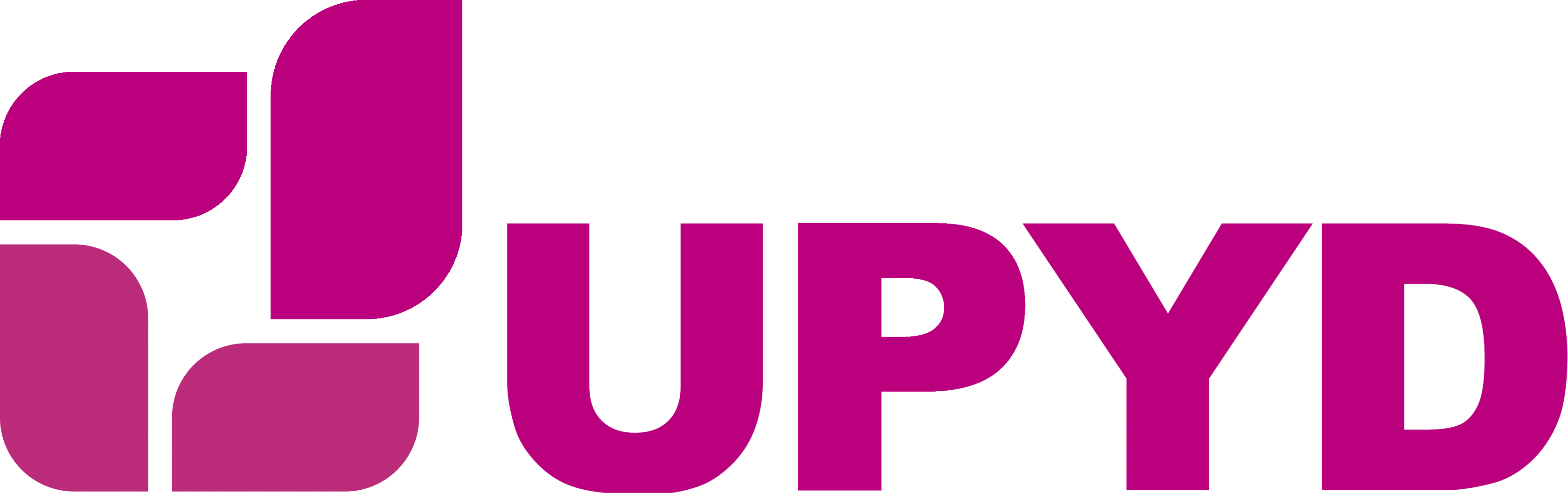
2018 - 2020

### Estructura

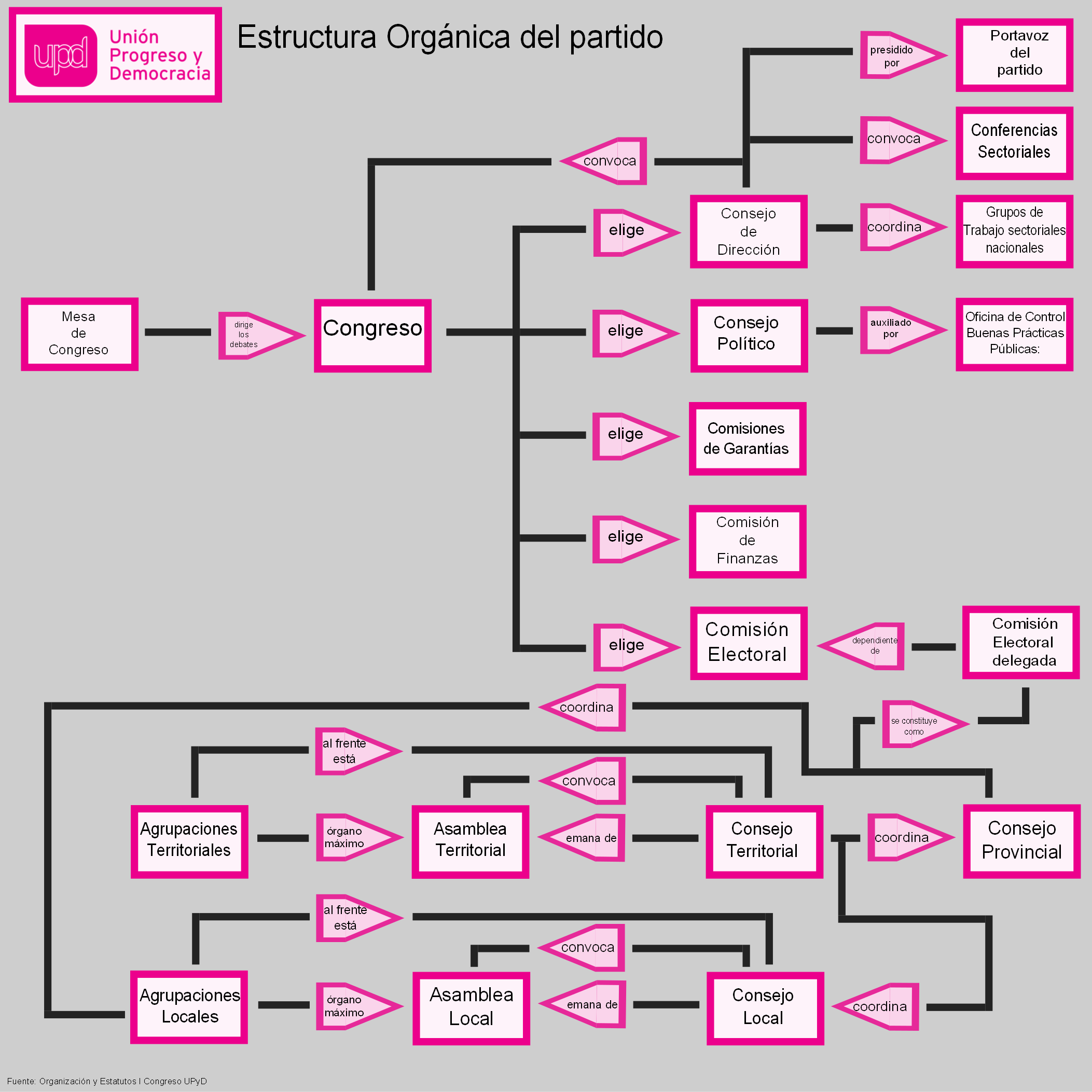
Estructura Orgánica de UPyD aprobada tras el I Congreso del partido en 2009.

#### Consejo de Dirección

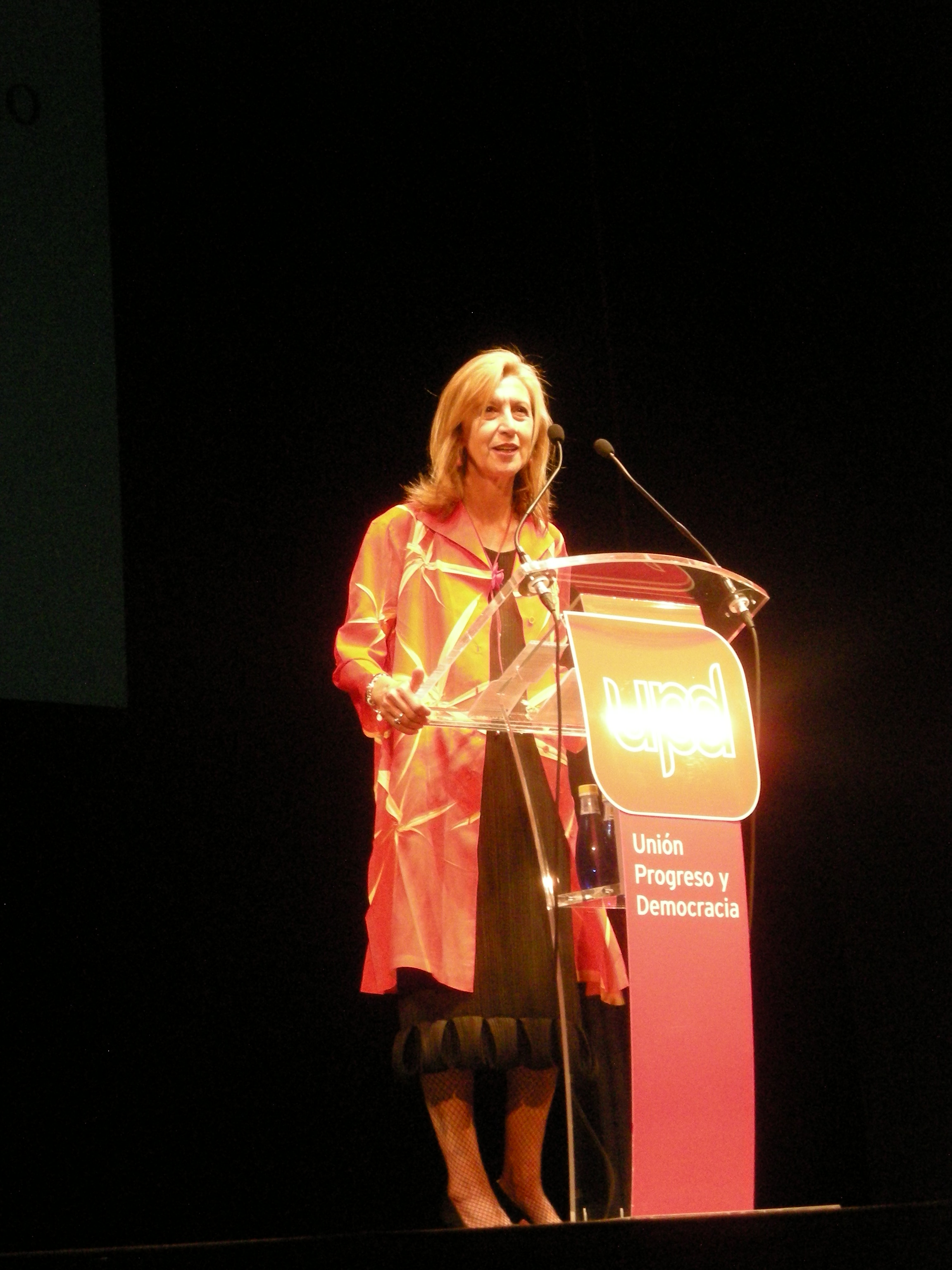
Rosa Díez en el acto de I Aniversario del partido.

### Fundación Progreso y Democracia

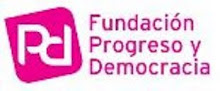
Logo

### Financiación

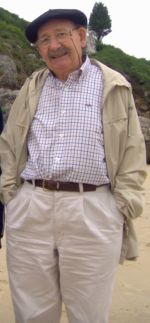
El escultor vasco Agustín Ibarrola.

### Elecciones al Parlamento Europeo de 2009

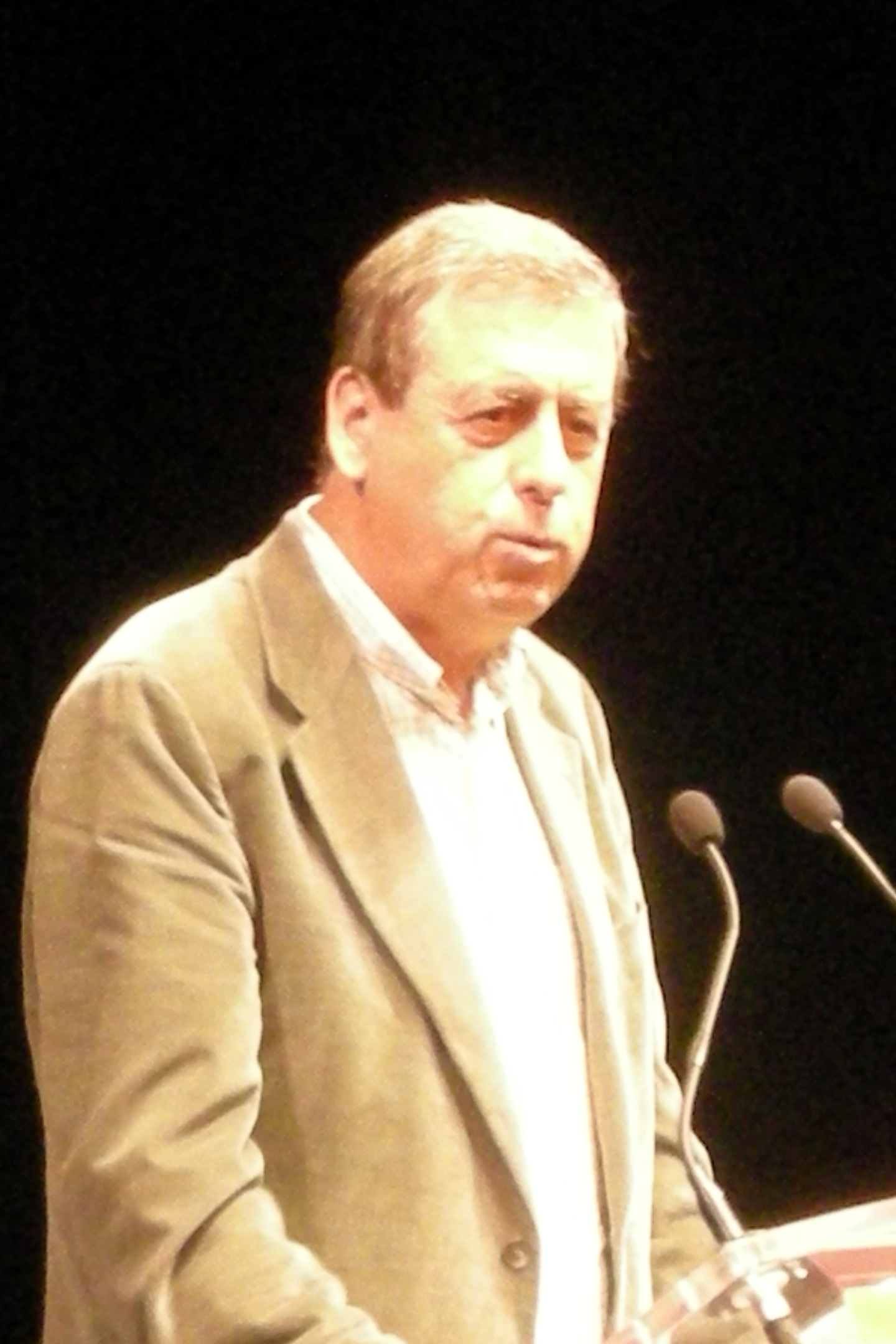
Sosa Wagner (I Aniversario de UPyD)

### Elecciones municipales y autonómicas de 2011

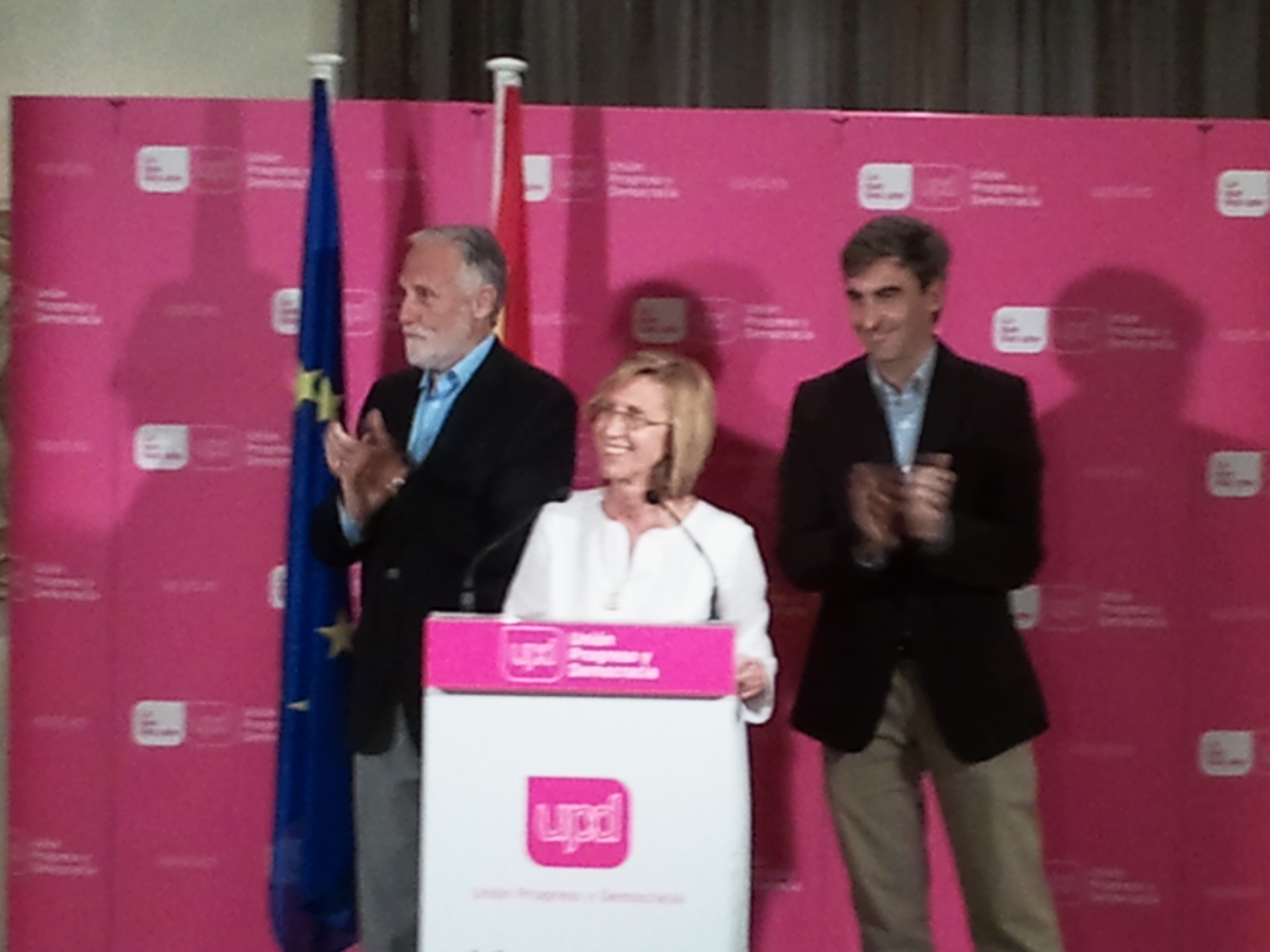
Celebración y rueda de prensa de UPyD tras las elecciones de 2011 en el Hotel Villa Real de Madrid el 22 de mayo de 2011. De izq. a der.: Luis de Velasco, Rosa Díez y David Ortega.

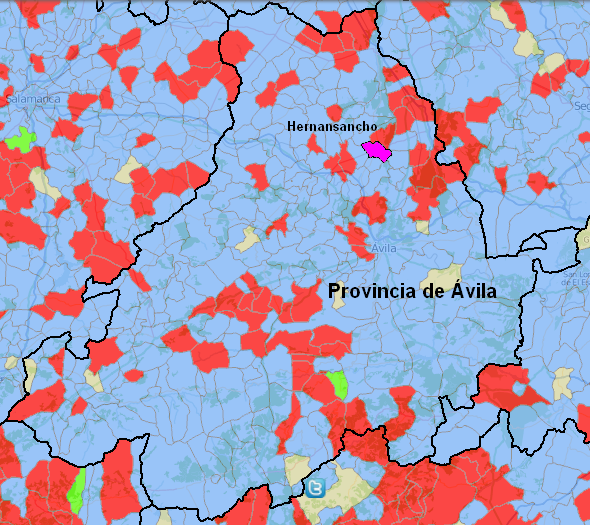
Hernansancho (Ávila) en color magenta; primer ayuntamiento con mayoría absoluta de UPyD.

#### Elecciones generales de 2011

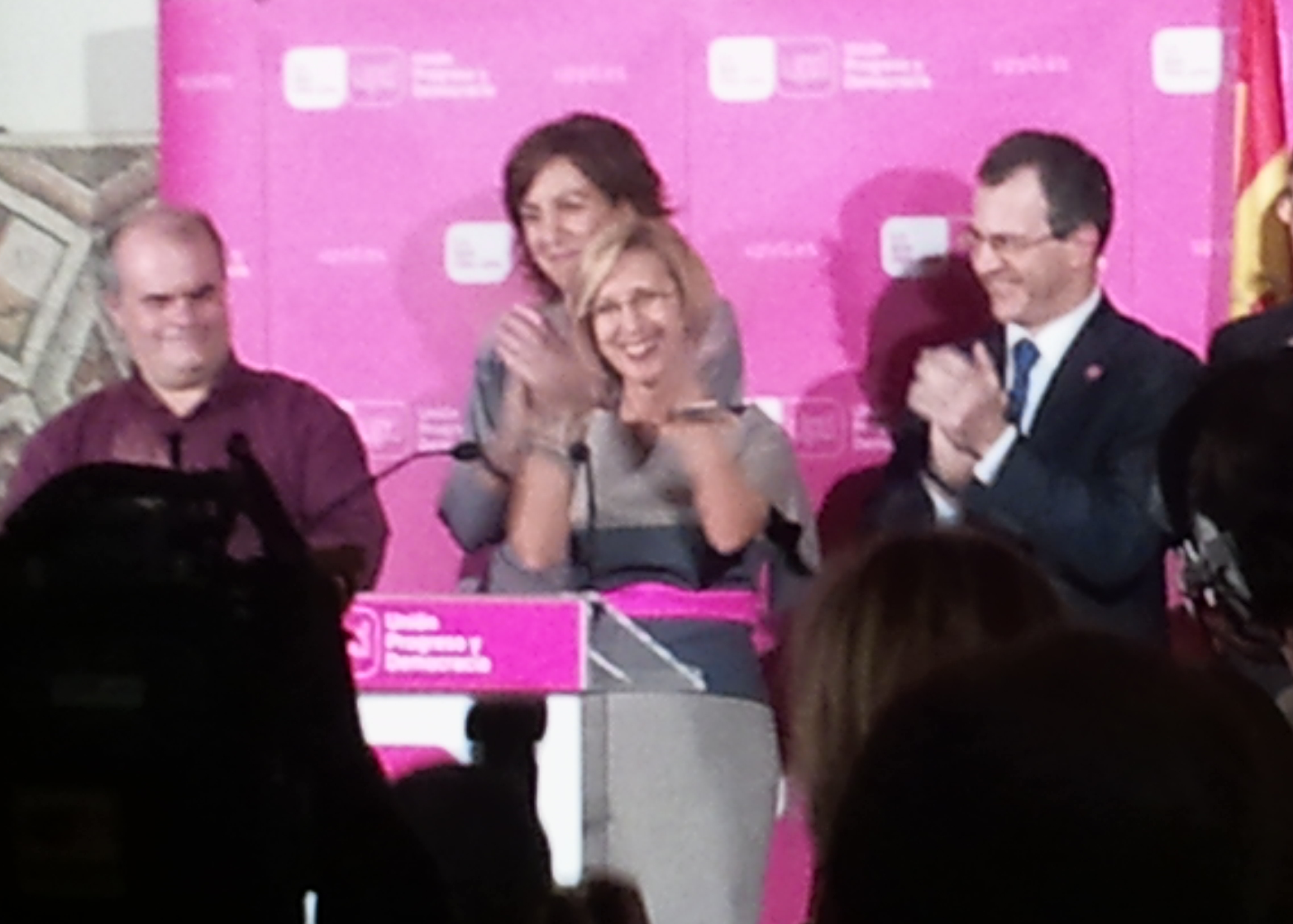
Celebración y rueda de prensa de UPyD tras las elecciones generales el 20 de noviembre de 2011, con los 4 diputados electos por Madrid de los 5 obtenidos a nivel nacional. De izq. a der. Carlos Martínez Gorriarán, Irene Lozano, Rosa Díez y Álvaro Anchuelo.

### Elecciones autonómicas de Andalucía de 2008
UPyD presentó también candidaturas en las elecciones autonómicas andaluzas del 9 de marzo de 2008, convirtiéndose en la quinta fuerza política de la región con 27.261 votos (0,61% de los sufragios), sin obtener representación parlamentaria.

### Elecciones a los parlamentos del País Vasco y de Galicia de 2009

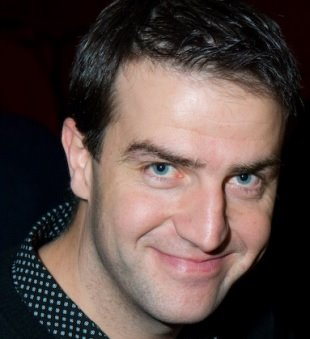
Gorka Maneiro.

El 17 de enero de 2009 se hicieron públicos los nombres de los cabezas de lista por cada provincia, tanto en las elecciones vascas como en las gallegas. Ninguno de dichos cabezas de lista fueron oficialmente candidatos a la presidencia ni de la Junta de Galicia ni del Gobierno Vasco. También se anunció que la presentación de estas sería el día 24 de enero en Santiago de Compostela a las elecciones gallegas, y el 25 en Andoáin a las vascas, siendo elegido este último lugar por el simbolismo de ser donde fue asesinado Joseba Pagazaurtundúa.
Tal como había declarado Rosa Díez anteriormente, en la lista por Guipúzcoa concurrieron Estíbaliz Garmendia y Pilar Ruiz, viuda y madre respectivamente de Joseba Pagazaurtundúa, asesinado por ETA en 2003, en la de Vizcaya Kati Gutiérrez, exparlamentaria de Ezker Batua, que abandonó dicha formación tras el pacto con EA y PNV en el Gobierno Vasco, el exsindicalista Tomás Tueros, cerrando la lista, y la propia Rosa Díez cerrando la lista por Álava. Su eslogan electoral en ambas campañas fue Tú eliges.
UPyD logró obtener representación en el Parlamento Vasco tras conseguir 22.233 votos (el 2,15% del total) y un escaño. En votos por territorios históricos obtuvo 5.990 (3,98%) en Álava (única circunscripción en la que superó el umbral del 3%, lo que se tradujo en un diputado en la persona de Gorka Maneiro), 10.916 (1,88%) en Vizcaya y 5.327 (1,76%) en Guipúzcoa.
En las elecciones gallegas obtuvo 23.796 votos (el 1,43%), sin obtener representación (en cada circunscripción es preciso un mínimo del 5%) pero convirtiéndose en la cuarta fuerza política de la comunidad en sus primeras elecciones. Por provincias obtuvo 11.154 votos (1,74%) en La Coruña, 2.547 (1,16%) en Lugo, 1.491 (0,71%) en Orense y 8.253 (1,52%) en Pontevedra.

## Ideología

### Posicionamiento oficial

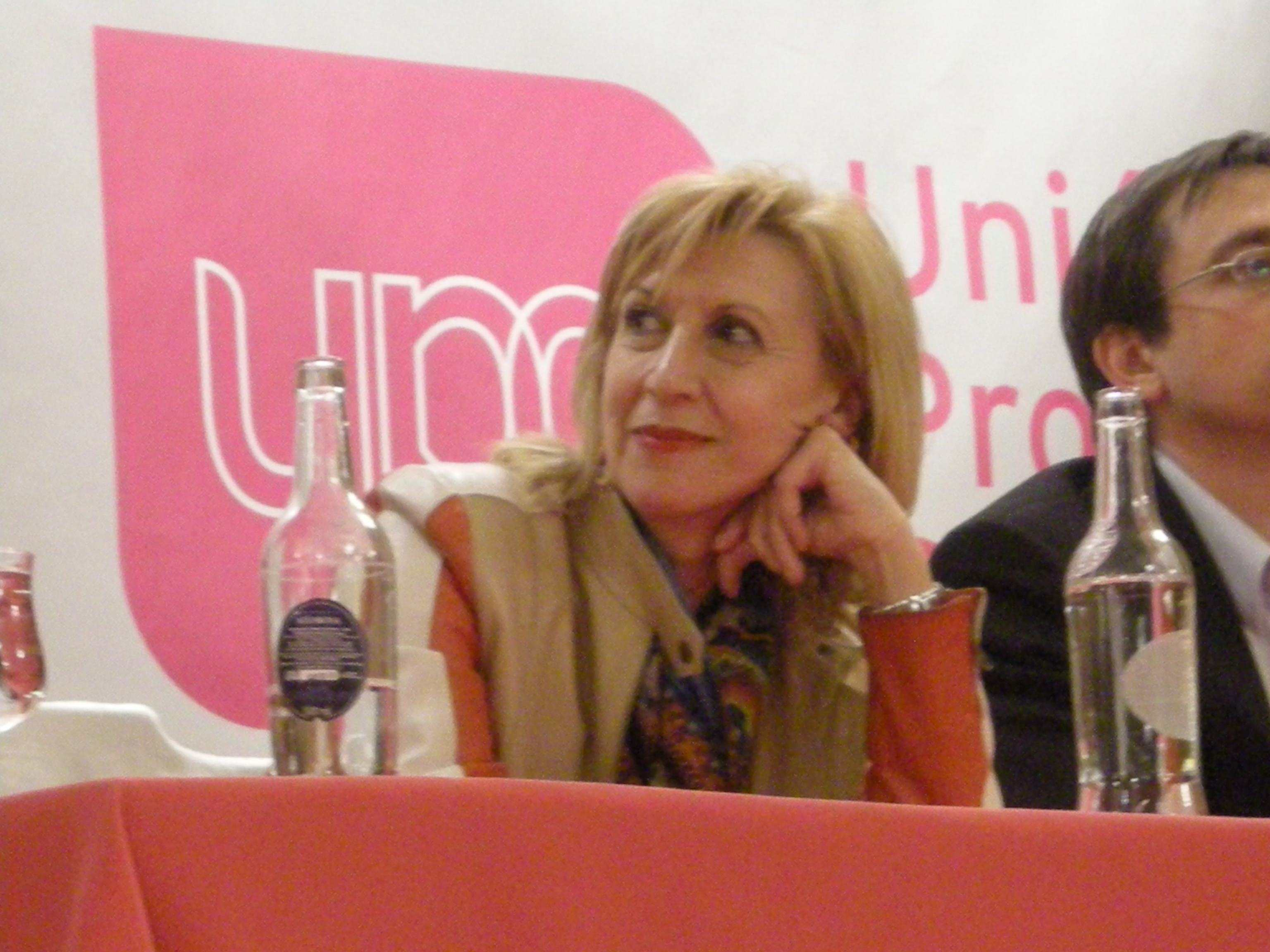
Rosa Díez en un mitin en Móstoles.

Ideológicamente, UPyD no se definía como de izquierdas o de derechas y entre su masa electoral se recogían tanto votantes desencantados del Partido Socialista como votantes con cierta afinidad por la derecha política. Asimismo, el partido rechazó expresamente que lo ubicasen en el centro político. UPyD se autodefinía como un partido progresista que reivindicaba la transversalidad a la hora de situarse en el espectro político izquierda-derecha, defendiendo las ideas que estimaba progresistas de ambos ejes políticos. Según declaró su portavoz Rosa Díez, la formación era «progresista y transversal: tenía gente de izquierdas y de la derecha liberal». Afirmaron como señas de identidad adicionales:
- El «centralismo», definiéndolo como «la centralización política de competencias como la educación, la sanidad, la gestión del agua y la gestión de los transportes en el marco de un Estado unitario fuerte con otras competencias descentralizadas simétricamente en las comunidades autónomas».[118]
- El «constitucionalismo», definiéndolo como «la defensa del Estado de derecho español a través del cumplimiento de la Constitución española de 1978 en las regiones en las que se vulnera y se discrimina a los ciudadanos no nacionalistas y, al mismo tiempo, a través de una modificación de los artículos instrumentales de la Constitución para lograr que sus artículos innegociables —aquéllos que proclaman la libertad, la igualdad, la cohesión, la separación de poderes y la protección de todos los ciudadanos españoles ante una justicia independiente— sean efectivos».[119]
- La «democracia liberal», definiéndola como «el sistema de gobierno que mejor coordina el poder con los derechos individuales».[120]
- El «europeísmo», definiéndolo como «el deseo de avanzar hacia un verdadero federalismo europeo con el concepto de ciudadanía como pilar fundamental».[121]
- El «laicismo», definiéndolo como «la defensa de un Estado laico, es decir, neutral ante todas las creencias religiosas, a excepción del islam y cualquier otra religión que no sea respetuosa con los derechos humanos y el sistema jurídico español, y también ante la creencia de los que no creen en ninguna religión».[122][123]
- El «monarquismo», definiéndolo como «la defensa de la Monarquía Española en la medida que cumpla su función y sea una monarquía austera, transparente y ejemplar».[124]
- El «no nacionalismo», definiéndolo como «la oposición al nacionalismo obligatorio».[125] Rosa Díez negó que el partido magenta se identificase con el antinacionalismo, el nacionalismo español y el posnacionalismo.[126][127]
- El «patriotismo español», definiéndolo como «la defensa de los valores comunes —la justicia, la libertad y la igualdad— y de la lealtad entre conciudadanos».[128][129] Rosa Díez aseguró que UPyD era «un partido inequívocamente nacional que tenía un proyecto único para toda España».[130]
- El «radicalismo», definiéndolo como «el deseo de transformar la política a fondo y de fondo desde las instituciones».[131]
- El «social liberalismo», definiéndolo como «el apoyo a una economía de libre mercado sujeta a intervenciones parciales del Estado para corregir sus ineficiencias en el terreno social, compatibilizando así el Estado del bienestar con las libertades individuales». Rosa Díez ha detallado que «el social liberalismo era la doctrina política que mejor definía a UPyD porque el partido aunaba elementos del liberalismo político y la socialdemocracia».[132]